# Mellow Valley (Alabama)
Mellow Valley es un área no incorporada ubicada en el condado de Clay en el estado estadounidense de Alabama.

## Geografía
Mellow Valley se encuentra ubicada en las coordenadas 33°11′09″N 85°44′53″O / 33.18583, -85.74806.